# Epidendrum oxyglossum
Epidendrum oxyglossum är en orkidéart som beskrevs av Rudolf Schlechter. Epidendrum oxyglossum ingår i släktet Epidendrum och familjen orkidéer. Inga underarter finns listade i Catalogue of Life.